# Standertskjöld
Standertskjöld är en finländsk adelsätt med ursprung i Åbo. 

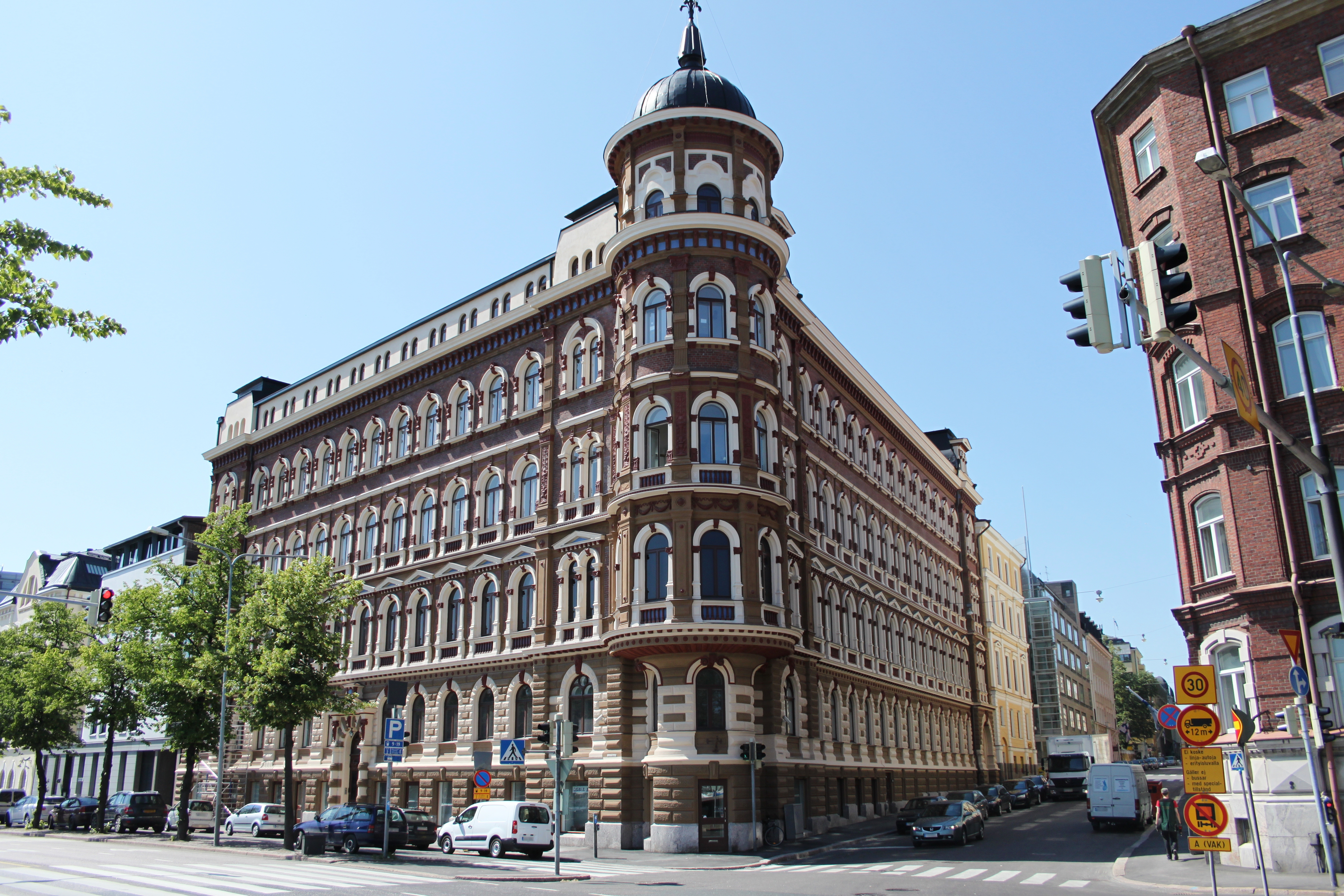
Standertskjölds hus i Helsingfors.

Henrik Johan Justander adlades den 13 september 1772 av Gustav III. Hans sonson generallöjtnanten i artilleriet och inspektör för de ryska gevärsfaktorierna Carl August Standertskjöld upphöjdes till friherrlig värdighet den 20 november 1874 med valspråket "Idoghet".  
1869 fick friherren, generalen av infanteriet och lantmarskalken Johan Mauritz Nordenstam tillstånd att adoptera sin kusin Carl August Standertskjölds äldsta son under namnet Standertskjöld-Nordenstam

## Medlemmar (urval)
- Carl August Standertskjöld
- Herman Standertskjöld-Nordenstam
- Hugo Standertskjöld
- Adi Standertskjöld
- Carola Standertskjöld